# Ermal Krasniqi (Fußballspieler, 2005)
Ermal Krasniqi (* 16. Juni 2005) ist ein kosovarischer Fußballspieler.

## Karriere

### Verein
Krasniqi begann seine Karriere beim SC Fürstenfeld. Im September 2014 wechselt er in die Jugend des SK Sturm Graz. Ab der Saison 2019/20 spielte er auch in der Akademie der Grazer, in der er fortan sämtliche Altersstufen durchlief.
Im Juni 2023 gab er bei seinem Kaderdebüt für die zweite Mannschaft sein Debüt in der 2. Liga, als er am 30. Spieltag der Saison 2022/23 gegen den FC Blau-Weiß Linz in der 72. Minute für Moritz Wels eingewechselt wurde. Insgesamt kam er für Sturm II zu 21 Zweitligaeinsätzen, in denen er zweimal traf. Zur Saison 2025/26 wechselte er zu Regionalligist Union Gurten.

### Nationalmannschaft
Krasniqi debütierte im November 2024 für die kosovarische U-21-Auswahl.